# Nemesgörzsöny, Veszprém
Nemesgörzsöny  este un sat în districtul Pápa, județul Veszprém, Ungaria, având o populație de 735 de locuitori (2011). 

## Demografie
Componența etnică a satului Nemesgörzsöny
     Maghiari (100%)
Componența confesională a satului Nemesgörzsöny
     Reformați (35,37%)
     Romano-catolici (26,67%)
     Luterani (11,7%)
     Fără religie (6,53%)
     Necunoscută (19,73%)
Conform recensământului din 2011, satul Nemesgörzsöny avea 735 de locuitori. Din punct de vedere etnic, majoritatea locuitorilor (100,0%) erau maghiari. Nu există o religie majoritară, locuitorii fiind reformați (35,37%), romano-catolici (26,67%), luterani (11,7%) și persoane fără religie (6,53%). Pentru 19,73% din locuitori nu este cunoscută apartenența confesională.